# Staberoha distachyos
Staberoha distachyos är en gräsväxtart som först beskrevs av Christen Friis Rottbøll, och fick sitt nu gällande namn av Carl Sigismund Kunth. Staberoha distachyos ingår i släktet Staberoha och familjen Restionaceae. Inga underarter finns listade i Catalogue of Life.